# Ambassis buton
Ambassis buton és una espècie de peix pertanyent a la família dels ambàssids.

## Descripció
- Fa 5 cm de llargària màxima.[5][6]

## Hàbitat
És un peix d'aigua dolça i salabrosa, demersal i de clima tropical.

## Distribució geogràfica
Es troba a les illes Nicobar (l'Índia) i el riu Sermowoi (Nova Guinea).

## Observacions
És inofensiu per als humans.